# Момчил (ім'я)
Момчи́л (болг. Момчил; іноді українською передається також як Момчіл) — болгарське чоловіче ім'я. Походить від слов'янського болг. момче, що означає «хлопець». Таке ім'я відображало радість батьків, які не мало до цього дітей, але дуже спогдівались на народження хлопчика. Таке ім'я давали тільки довгоочікуваній бажаній дитині чоловічої статі. Протягом XIII ст. використовували форми Момчо або Момко, до яких в подальшому доєднали закінчення «-ил».

## Іменини
Іменини деякі з носіїв цього імені святкують у день св. Мина (11 листопада), який є хранителем сімейного вогнища і родинних цінностей. Також деякі Момчили святкують свої іменини у Петльов день (20 січня).

## Відомі особи
- Момчил воєвода — болгарський феодальний володар у XIV столітті, борець проти турецької та візантійської навали, можливо один з перших гайдуків;
- Момчил Колев — болгарський рок-музикант;
- Момчил Цветанов[en] — болгарський футболіст;
- Момчил Николов — сучасний болгарський письменник, лауреат декількох престижних літературниї премій[1];
- Момчил Младенов — відомий болгарський хореограф, якій працює на багатьох світових сценах[2];
- Момчил Кюркчиєв — міжнародний підприємець та інженер софту, один з розробніків та відповідальних за роботу пошуковика Google[3].